# Técnico Superior Universitario
Técnico Superior Universitario (TSU) es un título universitario obtenido en instituciones de educación superior en Hispanoamérica, el cual consta de cursos que se completan en un tiempo de entre dos y tres años. Es el equivalente a «grado asociado» o «diploma asociado» en Estados Unidos, cursado en colegios superiores o colegios comunitarios. El titulado TSU es capacitado con sólida formación científico-tecnológica-social, tanto en su aspecto teórico como práctico.

## Sistema educativo en Chile
Las universidades en Chile pueden otorgar títulos de carreras técnicas, de duración hasta 5 semestres, siendo poco usual esta modalidad, ya que por lo general la titulación técnica de nivel superior es asociada a los centros de formación técnica o institutos profesionales.